# Eriocaulon lanatum
Eriocaulon lanatum là một loài thực vật có hoa trong họ Cỏ dùi trống. Loài này được H.E.Hess mô tả khoa học đầu tiên năm 1955.